# Séance de prestidigitation
Séance de prestidigitation er en fransk stumfilm fra 1896 af Georges Méliès.